# Acro Trip
Acro Trip (アクロトリップ Akuro Torippu?) es una serie de manga japonesa escrita e ilustrada por Yone Sawata. Fue serializada en la revista shōjo Ribon de Shueisha desde febrero de 2017 hasta diciembre de 2022, con sus capítulos recopilados en cinco volúmenes tankōbon.
Una adaptación a serie de televisión de anime de Voil se estrenó en octubre de 2024.

## Argumento
Chizuko, que vive en Sakai, en la prefectura de Niigata, es una joven otaku muy fan de la chica mágica Berry Blossom, quien protege la ciudad de la malvada organización Fossa Magna. Sin embargo, ya nadie se preocupa por la batalla entre ambas partes porque Chroma, el malvado villano, es demasiado descuidado. Es por ello que Chizuko decide potenciar a la chica mágica, deseo que lleva a esta tímida estudiante de secundaria a un extraño camino malvado.

## Personajes
Chizuko Date (伊達 地図子 Date Chizuko?)
 Seiyū: Miku Itō (PV)
Chrome (クロマ Kuroma?)
 Seiyū: Nobunaga Shimazaki
Berry Blossom (ベリーブロッサム Berī Burossamu?) / Kaju Noichigo (乃苺 佳寿 Noichigo Kaju?)
 Seiyū: Inori Minase
Mashirou (マシロウ Mashirō?)
 Seiyū: Kengo Kawanishi
Baryū Ōmizo (大溝芭隆 Ōmizo Baryū?)
 Seiyū: Showtaro Morikubo
Kokoa (心亜?)
 Seiyū: Miharu Hanai
Tsuki (月?)
 Seiyū: Chiharu Sawashiro
Hugh (ヒュー Hyū?)
 Seiyū: Takehito Koyasu
Abuelo de Suikyo Date (おじいちゃん?) / Suikyō Date (伊達翠京 Date Suikyō?)
 Seiyū: Kōichi Sōma
Oso Monstruo (クマ怪人?)
 Seiyū: Yuji Kameyama

## Contenido de la obra

### Manga
Escrito e ilustrado por Yone Sawata, Acro Trip se publicó por entregas en la revista especializada en shōjo Ribon, de la editorial japonesa Shueisha, del 3 de febrero de 2017 al 1 de diciembre de 2022; fue el primer trabajo serializado de Sawata. Shueisha recopiló los capítulos en cinco volúmenes tankōbon, publicados del 25 de abril de 2018 al 25 de enero de 2023.

### Anime
El 1 de diciembre de 2022, se anunció una adaptación de la serie de televisión de anime producida por Voil y dirigida por Ayumu Kotake, con guiones supervisados por Shinichi Inotsume y diseños de personajes de Toshie Kawamura. La serie se estrenó el 2 de octubre de 2024 en Tokyo MX y BS NTV. El tema de apertura es "Fragum", interpretado por Inori Minase, mientras que el tema de cierre es "Reversible Baby", interpretado por KanoeRana. Crunchyroll obtuvo la licencia de la serie fuera de Asia.